# Françoise Dorléac

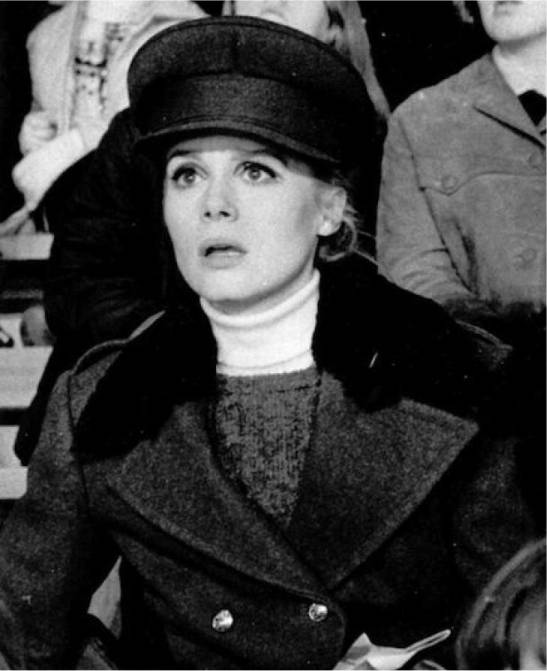
Françoise Dorléac in 1967

Françoise Dorléac (Parijs, 21 maart 1942 – Villeneuve-Loubet, 26 juni 1967) was een Franse film- en theateractrice en de zuster van actrice Catherine Deneuve. Hun ouders, Maurice Dorléac en Renée Simonot, waren eveneens acteurs.

## Biografie
Françoise Dorléac debuteerde in 1960 op de planken én op het grote scherm. In het theater speelde ze een eerste titelrol in Gigi, een stuk waarvoor scenariste Anita Loos inspiratie gevonden had in de gelijknamige roman van Colette. Haar filmdebuut, het drama Les Loups dans la bergerie, liep ongeveer gelijktijdig in de zalen. Ze was een tijdje verloofd met Jean-Pierre Cassel. In 1962 deelde ze twee keer de affiche met hem in de komedies Arsène Lupin contre Arsène Lupin en La Gamberge. Daarna was ze even de partner van François Truffaut. Ze was ook mannequin voor Christian Dior.
In 1964 werd ze een echte vedette dankzij de vrouwelijke hoofdrol in de avonturenfilm L'Homme de Rio, waar ze Jean-Paul Belmondo als tegenspeler had. De film kende ongelooflijk veel succes en andere belangrijke rollen volgden. In de François Truffaut-film La Peau douce vertolkte ze de minnares van Jean Desailly en in de Polański-thriller Cul-de-sac werd ze samen met haar oudere echtgenoot Donald Pleasence bedreigd door twee gewonde misdadigers op de vlucht. Ze verscheen drie keer aan de zijde van Catherine Deneuve, onder meer in de muziekfilm Les Demoiselles de Rochefort (1967), haar voorlaatste en bekendste film.
Dorléac kwam op 25-jarige leeftijd om het leven toen ze in een gehuurde Renault 10 bij hoge snelheid en bij hevige regen de afslag naar de luchthaven van Nice miste. Ze verloor de controle over het stuur en sloeg meermalen over de kop. In Nice had ze het vliegtuig naar Londen willen nemen voor de vertoning van de Engelse versie van Les Demoiselles de Rochefort. Ze is begraven in Seine-Port.

## Filmografie (bioscoopfilms)
- 1960 : Les Loups dans la bergerie (Hervé Bromberger)
- 1960 : Ce soir ou jamais (Michel Deville)
- 1960 : Les portes claquent (Michel Fermaud en Jacques Poitrenaud) (samen met haar zus)
- 1961 : La Fille aux yeux d'or (Jean-Gabriel Albicocco)
- 1961 : Tout l'or du monde (René Clair)
- 1962 : Arsène Lupin contre Arsène Lupin (Edouard Molinaro)
- 1962 : La Gamberge (Norbert Carbonnaux)
- 1964 : L'Homme de Rio (Philippe de Broca)
- 1964 : La Peau douce (François Truffaut)
- 1964 : La Chasse à l'homme (Edouard Molinaro) (samen met haar zus)
- 1964 : La Ronde (Roger Vadim)
- 1965 : Cul-de-sac (Roman Polanski)
- 1965 : Genghis Khan (Henry Levin)
- 1965 : Where the Spies Are (Val Guest)
- 1967 : Les Demoiselles de Rochefort (Jacques Demy) (samen met haar zus)
- 1967 : Billion Dollar Brain (Ken Russell)